# Discoverer 38
Discoverer 38 – amerykański satelita rozpoznawczy. Stanowił część tajnego programu CORONA. Jego zadaniami miało być wykonanie wywiadowczych zdjęć Ziemi. Kapsuła powrotna pomyślnie oddzieliła się od reszty satelity po wykonaniu 65 okrążeń Ziemi (ponad 4 dni), weszła do atmosfery i została przechwycona w locie przez wojsko. Większość wykonanych zdjęć była trochę nieostra. Pozostała część statku, człon Agena B, pozostał na orbicie transmitując dane aż do wejścia w atmosferę, 21 marca 1962.

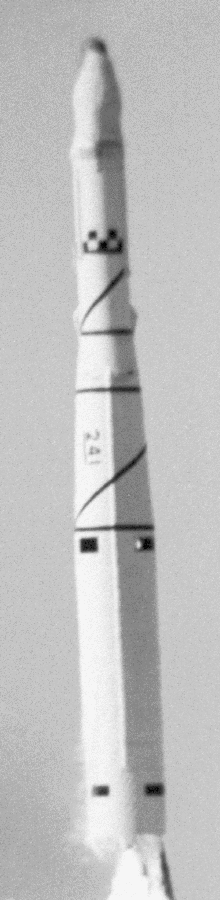
Start rakiety Thor Agena B z satelitą Discoverer 38

Pomyślnie wystrzelone misje Keyhole-4 zużyły razem 108 402 metry taśmy filmowej, na których wykonały 101 743 fotografii. 

## Ładunek
- Kamera panoramiczna C" (Double Prime), o ogniskowej 61 cm i rozdzielczości (na powierzchni Ziemi) 7,6 m
- Eksperymenty propagacji fal radiowych (od 20 do 40 MHz)
- Czujnik horyzontu
- Magnetometry
- Dozymetry promieniowania
- Próbki wystawiane na działanie promieniowania kosmicznego
- Próbnik impedancji

W ważącej 136 kg kapsule znajdowały się, oprócz negatywów filmu:
- urządzenie rejestrujące ilość promieniowania w czasie
- eksperyment ochrony przed promieniowaniem
- ładunek biologiczny zawierający tkanki ludzkie i zwierzęce, zarodniki, pleśnie, algi
- płyty rejestrujące promieniowanie jądrowe
- dozymetry
- eksperyment napromieniowania ołowiu
- próbki krzemu, żelaza, bizmutu, złota, magnezu, niklu i tytanu, w celu określenia na nie wpływu środowiska przestrzeni kosmicznej
- dwa detektory cząstek naładowanych (progi wyzwolenia dla elektronów: 4,5 i 33 keV)